# Sitio de Taif
El sitio de Taif tuvo lugar en el año 630, cuando los musulmanes bajo el liderazgo de Mahoma asediaron la ciudad de Taif tras su victoria en las batallas de Hunayn y Autas. Uno de los capitanes de Ta'if, Urwah ibn Mas'ud, se encontraba ausente en Yemen durante ese asedio. Sin embargo, la ciudad no sucumbió al asedio. Mahoma trajo  lanzapiedras y testudos para usar contra la fortaleza, pero no pudo penetrarla con estas armas.

## La batalla
Las fuentes suníes afirman lo siguiente con respecto al asedio de Taif:
Abu Sufyan ibn Harb perdió su primer ojo en el asedio de Taif. Le contó a Mahoma su pérdida por Dios a lo que Mahoma le dijo "¿Qué prefieres: ¿Un ojo en el cielo o rezar a Alá para que te lo devuelva?" A esto Abu Sufyan dijo que prefería tener su ojo en el cielo. Perdió su otro ojo en la Batalla de Yarmouk.

## Bloqueo de Taif
Las fuerzas de Mahoma intentaron sin éxito atravesar las puertas de Taif. Es posible que Mahoma incluso utilizara la formación romana testudos en este asedio, pero se informó de que los habitantes de Taif fueron capaces de romper este asedio dejando caer hierro derretido sobre los ejércitos musulmanes desde las murallas de la ciudad. Al parecer, Mahoma dijo a los habitantes de Taif que quemaría y cortaría su viñedo, ya que no veía otra forma de hacer que se rindieran lo que enfureció a los ciudadanos de Taif al ofrecer la libertad a los esclavos que se entregaran al Islam. Sin embargo, sólo diez personas pudieron acogerse a esta opción y convertirse en seguidores de Mahoma.
El asedio se prolongó durante medio mes con pocos cambios y los soldados se impacientaron mucho. Tras consultar con sus consejeros y un sueño profético, Mahoma puso fin al asedio y retiró sus fuerzas.
Para ayudar en el asedio de Taif, Mahoma trató de poner al jefe de los Banu Hawazan ,llamado Malik, de su lado, y le prometió la liberación de su familia y la devolución de todas sus propiedades si Malik abrazaba el Islam. Malik aceptó la oferta y se hizo musulmán, ayudando a Mahoma en su bloqueo de Taif. Malik interrumpió la capacidad de los ciudadanos de Tair para apacentar su ganado fuera de la ciudad, aumentando aún más la dificultad de la vida dentro de las murallas.

## Consecuencias
Aunque el asedio fue muy infructuoso, Mahoma prometió volver a Taif cuando terminaran los meses sagrados en los que estaba prohibido luchar. Durante este período, los habitantes de Taif, los Banu Thaqif, enviaron una delegación a La Meca. Exigieron a Mahoma que les dejara seguir adorando a su diosa Al-lat durante un período de tres años, aunque habían conspirado para que fuera asesinado. Cuando se descubrió esta conspiración, y su emboscada fracasó, Mahoma rechazó la propuesta y sólo aceptó su rendición si accedían a desarmarse. Finalmente, los Banu Thaqif accedieron a la petición de Mahoma, por lo que se rindieron y permitieron a los musulmanes entrar en su ciudad.

## Participantes
- Abu Sufyan ibn Harb[8]
- Tufayl ibn Amr[9]